# Lagonda LG6
Lagonda LG6 — автомобіль британської марки Lagonda, який виготовляли у 1938—1939 роках. Було створено 63 таких автомобіля, однак, до нашого часу дійшли лише 50 з них. LG6 був представлений на автосалоні у Лондоні у 1937 році.

## Історія
У 1937 році, коли модель Lagonda 4,5-litre була максимально удосконалена, з'явилися моделі LG6 та V12, які було показано на виставці у Лондоні того ж року, і вже на початку 1938 року у продаж надійшли перші екземпляри цих моделей. Шасі абсолютно нової конструкції розробив О. У. Бентлі.

## Конструкція
Бентлі створив незалежну передню підвіску з довгими торсіонами, яка була жорсткішою, ніж у попередньої моделі. Двигун від попередниці був збережений, але його потужність було збільшено. Максимальна швидкість у 150 км/год, сучасне шасі та дизайн кузова заслужено поставили LG6 серед великих автомобілів Класичної ери. Ніхто не знав, що зробив би Бентлі з шестициліндровим двигуном, коли б не почалась війна.  